# 청도공용버스터미널
청도공용버스터미널은 경상북도 청도군 청도읍 청화로 199 (고수리 825-2)에 위치한 대한민국의 버스터미널이다.
1972년 8월 1일에 개장하였으며 터미널 건물은 2층 건물로 구성되어 있는데 1층은 매표소 대합실, 승차장 등을 갖추고 있고 2층은 상업 시설로 사용되고 있다. 원래 간판에는 청도공용버스정류장으로 되어 있었으나 2011년에 현재 명칭으로 수정되었다.
약 150m 떨어진 곳에 청도역이 위치하고 있다. 청도군은 철도 교통이 강세인 지역이다 보니 청도군 근처 지역인 대구광역시, 밀양시, 울산광역시로 가는 노선이 주로 운행하나 지역 접근성에 비해 그나마도 횟수는 많지 않은 편이다. 심지어 청도군의 서쪽에 위치한 창녕군으로 가는 노선은 아예 전무하여 버스 교통이 상당히 열악하다. 2021년 9월 1일 부터 기존 건물은 철거에 들어가고 '청도상상마루'라는 이름으로 새 터미널을 짓고 있어, 청도역 앞과 롯데리아 청도점 앞에 임시정류소가 설치되어있다.

## 운행 노선

### 시외버스
- 본래 영남권 지역으로 가는 노선만이 운행하였으나 2015년 1월 29일부터 동서울 - 경산 노선이 연장되어 동서울행 노선이 신설되었다.[2]
- 2017년 12월 14일 경주 경유 포항행 노선이 폐지되었다.
- 2020년 2월 24일 동서울행 노선이 폐지되었다.

| 방면        | 행선지 |
| ----------- | --- |
| 영남권 방면 | 경산, 금곡, 남명, 남성현, 남천, 덕산, 무등, 밀양, 방음, 송백, 신복, 언양, 운문사, 울산, 지슬, 표충사, 풍각, 화산 |

## 사진

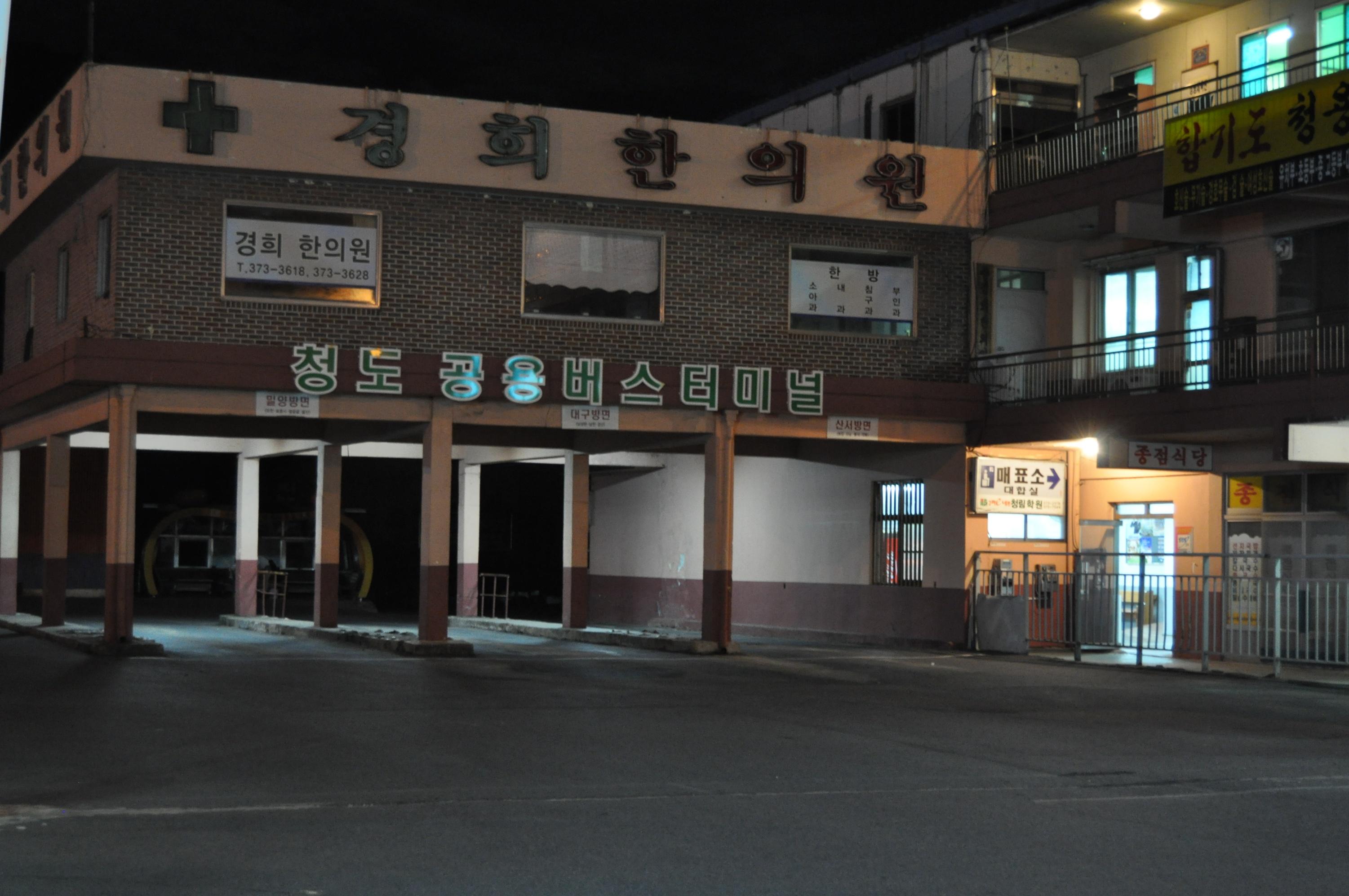
야간의 터미널 모습
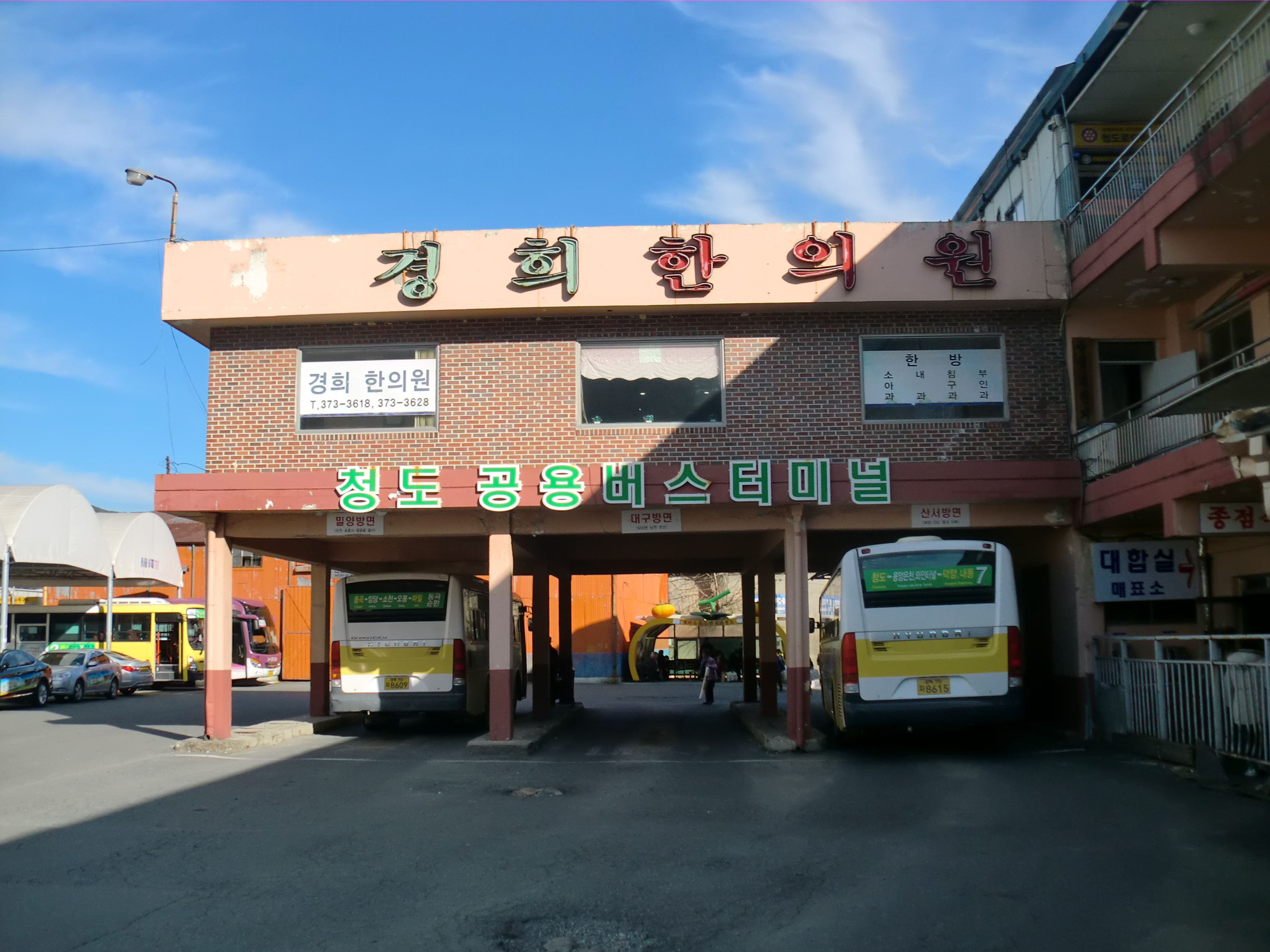
승차장